# Scottish League Challenge Cup 2007/08
Der Scottish League Challenge Cup wurde 2007/08 zum 17. Mal ausgespielt. Der schottische Fußballwettbewerb, der offiziell als Challenge Cup ausgetragen wurde, begann am 14. August 2007 und endete mit dem Finale am 25. November 2007 im Dens Park von Dundee. Der Titelverteidiger Ross County schied gegen den späteren Sieger, dem FC St. Johnstone aus dem Wettbewerb aus. Für den Verein aus Perth der im Finale Dunfermline Athletic bezwang war es der erste Erfolg im Challenge Cup. Am Wettbewerb nahmen die Vereine der Scottish Football League teil.

## 1. Runde
Ausgetragen wurden die Begegnungen am 14. August 2007
|                       | Ergebnis        |                    |
| --------------------- | --------------- | ------------------ |
| Albion Rovers         | 1:1 (?:? i. E.) | Berwick Rangers    |
| FC Clyde              | 1:0             | Queen of the South |
| FC Dundee             | 1:2             | Ross County        |
| FC East Stirlingshire | 4:2             | FC Dumbarton       |
| Elgin City            | 1:4             | Brechin City       |
| Forfar Athletic       | 3:2             | FC East Fife       |
| Hamilton Academical   | 1:2             | Ayr United         |
| FC Montrose           | 5:1             | Stirling Albion    |
| Greenock Morton       | 1:0             | FC Livingston      |
| FC Peterhead          | 1:0             | FC Cowdenbeath     |
| FC Queen’s Park       | 1:0             | FC Stranraer       |
| Raith Rovers          | 1:1 (?:? i. E.) | FC St. Johnstone   |
| FC Stenhousemuir      | 1:3             | Airdrieonians FC   |

## 2. Runde
Ausgetragen wurden die Begegnungen am 4. und 5. September 2007
|                       | Ergebnis  |                      |
| --------------------- | --------- | -------------------- |
| Airdrieonians FC      | 5:1       | FC Arbroath          |
| FC East Stirlingshire | 1:0       | FC Queen’s Park      |
| Forfar Athletic       | 0:2       | Ayr United           |
| FC Montrose           | 1:2 n. V. | Brechin City         |
| Partick Thistle       | 3:1       | Berwick Rangers      |
| FC Peterhead          | 0:1       | Greenock Morton      |
| FC Clyde              | 1:4       | Dunfermline Athletic |
| Ross County           | 0:2       | FC St. Johnstone     |

## Viertelfinale
Ausgetragen wurden die Begegnungen am 18. und 25. September 2007
|                       | Ergebnis |                      |
| --------------------- | -------- | -------------------- |
| Airdrieonians FC      | 0:2      | Dunfermline Athletic |
| Ayr United            | 2:1      | Partick Thistle      |
| FC East Stirlingshire | 0:4      | Greenock Morton      |
| FC St. Johnstone      | 4:1      | Brechin City         |

## Halbfinale
Ausgetragen wurden die Begegnungen am 2. Oktober 2007.
|                      | Ergebnis |                  |
| -------------------- | -------- | ---------------- |
| Dunfermline Athletic | 1:0      | Ayr United       |
| Greenock Morton      | 1:3      | FC St. Johnstone |

## Finale
| Dunfermline Athletic                                          | Dunfermline Athletic | FC St. Johnstone | FC St. Johnstone |
| ------------------------------------------------------------- | --- | --- | ---------------- |
| Dunfermline Athletic                                          | \| Finale \| \| 25. November 2007 um 15:00 Uhr Ortszeit in Dundee (Dens Park) \| \| Ergebnis: 2:3 (1:3) \| \| Zuschauer: 6.446 \| \| Schiedsrichter: Eddie Smith \| \| Spielbericht \|                                                                                     | \| Finale \| \| 25. November 2007 um 15:00 Uhr Ortszeit in Dundee (Dens Park) \| \| Ergebnis: 2:3 (1:3) \| \| Zuschauer: 6.446 \| \| Schiedsrichter: Eddie Smith \| \| Spielbericht \|                                                                   | FC St. Johnstone |
| Dunfermline Athletic                                          | Paul Gallacher – Calum Woods (34. Darren Young), Scott Wilson, Souleymane Bamba, Danny Murphy – Bobby Ryan, Stephen Simmons (88. Jamie Harris), Stephen Glass, Michael McGlinchey (64. Jim Hamilton) – Stevie Crawford, Mark Burchill Cheftrainer: Stephen Kenny ( Irland) | Alan Main – Gary Irvine, Allan McManus, Steven Anderson (80. Kevin Rutkiewicz), Goran Stanić – Rocco Quinn, Derek McInnes, Paul Sheerin – Peter MacDonald (75. Martin Hardie), Kenny Deuchar, Andy Jackson (80. Steven Milne) Cheftrainer: Sandy Stewart | FC St. Johnstone |
| Dunfermline Athletic                                          | 1:3 Scott Wilson (37.) 2:3 Stephen Glass (70., Elfmeter) | 0:1 Paul Sheerin (13., Elfmeter) 0:2 Peter MacDonald (19.) 0:3 Kenny Deuchar (30.) | FC St. Johnstone |
| Dunfermline Athletic                                          | Stephen Glass, Danny Murphy, Scott Wilson | | FC St. Johnstone |
| Finale                                                        | | |                  |
| 25. November 2007 um 15:00 Uhr Ortszeit in Dundee (Dens Park) | | |                  |
| Ergebnis: 2:3 (1:3)                                           | | |                  |
| Zuschauer: 6.446                                              | | |                  |
| Schiedsrichter: Eddie Smith                                   | | |                  |
| Spielbericht                                                  | | |                  |